# Don McKenzie
Donald Ward "Don" McKenzie, Jr. (Hollywood, 11 de maio de 1947 - Reno, 3 de dezembro de 2008) é um ex-nadador dos Estados Unidos, ganhador de duas medalhas de ouro nos Jogos Olímpicos.
McKenzie foi introduzido ao International Swimming Hall of Fame em 1989.